# پوست شیر
پوست شیر مجموعه نمایش خانگی ایرانی در ژانر درام جنایی به کارگردانی جمشید محمودی و نویسندگی رضا بهاروند و محمودی است که از شبکه اینترنتی فیلم‌نت به نمایش درآمد. داستان آن در مورد پدری است که در تلاش است تا عاملان ربوده شدن دخترش را پیدا کند. هادی حجازی‌فر، پانته‌آ بهرام، مهرداد صدیقیان، علیرضا کمالی، پردیس احمدیه، ژیلا شاهی و شهاب حسینی از بازیگران این مجموعه هستند.
پخش پوست شیر از ۱ مهر ۱۴۰۱ آغاز شد و در ۳۰ فروردین ۱۴۰۲، متشکل از ۲۴ قسمت، به پایان رسید. این مجموعه نقدهای عموماً مثبتی از طرف منتقدان و مخاطبان دریافت کرد. پوست شیر در جشن حافظ برندهٔ جوایز بهترین فیلمنامه، بهترین کارگردانی، بهترین سریال تلویزیونی و بهترین بازیگر مرد درام (علیرضا کمالی) شد.

## خلاصهٔ داستان
نعیم پس از سال‌ها تحمل حبس، آزاد می‌شود و تنها هدفش دیدار با دخترش ساحل است که در طول این سال‌ها به دلیل غیاب او از زندگی‌اش فاصله گرفته است. ساحل در ابتدا تمایلی به دیدار ندارد، اما پس از اصرار دوست نزدیک نعیم، سرانجام با پدرش همراه می‌شود؛ سفری که با مخالفت شدید مادرش و شوهر جدید او مواجه است، کسی که حتی از زنده بودن نعیم بی‌خبر است.
در جریان این سفر، رابطه‌ی سرد و فاصله‌دار آنها به تدریج گرم و صمیمی‌تر می‌شود. ساحل به نعیم اعتراف می‌کند که قصد دارد برای ادامه تحصیل به خارج از کشور برود و این موضوع باعث خشم و نگرانی نعیم می‌شود؛ او نمی‌خواهد دوباره دخترش را از دست بدهد و تصمیم می‌گیرد هرچه زودتر به تهران بازگردند تا با مادر ساحل درباره این مسئله صحبت کند و مانع رفتن او شود.
اما در راه بازگشت، نعیم دچار ضعف جسمانی می‌شود و از ماشین پیاده شده و بی‌هوش روی زمین می‌افتد. صبح روز بعد وقتی به هوش می‌آید، متوجه می‌شود که ساحل ناپدید شده و هیچ اثری از او نیست.

## بازیگران
| بازیگر           | نقش                       |
| ---------------- | ------------------------- |
| هادی حجازی‌فر     | نعیم مولایی               |
| شهاب حسینی       | محب مشکات                 |
| پانته‌آ بهرام     | لیلا برزگر                |
| علیرضا کمالی     | رضا عبداللهی (رضا پروانه) |
| مهرداد صدیقیان   | صدرا کوهستانی             |
| پردیس احمدیه     | ساحل مولایی               |
| ژیلا شاهی        | مژگان                     |
| بابک کریمی       | بهزاد صحرایی              |
| کامران تفتی      | نریمان غلامی              |
| آناهیتا افشار    | شیرین بیگ‌زاده             |
| محمدرضا مالکی    | صمد بهلولی                |
| بهزاد خلج        | سروان رسول فولادوند       |
| سعید دشتی        | ستوان سعید یاراحمدی       |
| رؤیا جاویدنیا    | مادر صدرا                 |
| مرتضی خانجانی    | بهنام عزیزی               |
| علی اوسیوند      | سرهنگ جلوه                |
| علیرضا استادی    | بهروز                     |
| احسان امانی      | منوچهر مردانی             |
| فرید سجادی حسینی | سرگرد بازنشسته            |
| بهرام ابراهیمی   | بهمن                      |
| رامین راستاد     | مجید نوری                 |
| محمدرضا سروستانی | مودت                      |
| لطف‌الله سیفی     | فرامرز                    |
| درسا شیرازی      | تینا                      |
| سیدجمشید حسینی   | خلیل صوفیانی              |
| پیمان مقدمی      | مرتضی                     |
| میثم مجاوری      | حمید                      |
| پیمان پازوکی     | کافه‌چی                    |
| کیوان ساکت اف    | شاهین                     |
| پولاد مختاری     | اسماعیل                   |
| مجتبی پیرزاده    | منصور باجلان              |

## موسیقی
موسیقی متن پوست شیر یادآور فیلم میان‌ستاره‌ای (۲۰۱۴) ساختهٔ کریستوفر نولان و سریال شکارچی ذهن (۲۰۱۷–۲۰۱۹) ساختهٔ دیوید فینچر است. عنوان این سریال همچنین نام یکی از ترانه‌های خواننده ایرانی، ابی با آهنگسازی واروژان و شعری از ایرج جنتی عطایی است. این آهنگ ابتدا در قسمت اول به صورت بی کلام از ضبط صوت ماشین پخش شد،
سپس بخشی از آن به صورت باکلام در قسمت دوم فصل سوم پخش شد و در نهایت در آخرین قسمت به‌طور کامل به عنوان تیتراژ پایانی سریال قرار گرفت اما مدتی بعد از پخش اولیه با تذکر ساترا با این عنوان که مجوز پخش قسمت آخر مشروط به حذف موسیقی تیتراژ پایانی این سریال است، این آهنگ از سریال و پلتفرم فیلم‌نت حذف شد.

## پخش
در اوایل مرداد ۱۴۰۱ همزمان با آغاز تبلیغات پوست شیر، پخش آن برای ۳۰ شهریور برنامه‌ریزی شد. در روز انتشار قسمت اول، اطلاعیه فیلم‌نت مبنی بر پخش نشدن سریال به دلیل اعتراضات سراسری، در رسانه‌ها منتشر شد. پس از مدت کوتاهی، آن اطلاعیه حذف و قسمت اول پوست شیر با دو روز تأخیر در ۱ مهر منتشر شد. پخش قسمت دوم سریال نیز با حاشیه‌هایی همراه بود. فیلم‌نت اعلام کرد انتشار قسمت‌های بعدی این مجموعه به زمان دیگری موکول خواهد شد و این قسمت در ۶ مهر منتشر نشد. همزمانی حواشی اظهارنظرهای شهاب حسینی و توقف در انتشار سریال، شائبه توقیف را در ذهن عده‌ای از مخاطبان به وجود آورد، اما اعلام شد که دلیل آن مشکل فنی بود. قسمت دوم نیز پس از یک هفته تأخیر منتشر شد.
این مجموعه سپس برای دو فصل دیگر نیز تمدید شد. علی سرتیپی مدیر فیلم‌نت، اعلام کرد که دو فصل هشت قسمتی دیگر برای این مجموعه ساخته می‌شود. فصل دوم از ۳۰ آذر ۱۴۰۱ تا ۱۹ بهمن پخش شد. فیلم‌برداری فصل سوم در ۴ دی ۱۴۰۱ آغاز شد و در ۲۴ اسفند به پایان رسید. قسمت اول این فصل در ۱۰ اسفند ۱۴۰۱ پخش شد. فصل سوم این سریال در ۳۰ فروردین ۱۴۰۲ به پایان رسید.

### پشت صحنه
در سال‌روز انتشار نخستین قسمت سریال (۵ و ۶ مهر ۱۴۰۲)، پشت‌صحنه این مجموعه در ۲ قسمت منتشر شد.

## بازخورد

### مخاطبان
طبق آمار منتشر شده از گوگل ترندز، عبارت «پوست شیر» به یکی از بیشترین جستجوی گوگل ایرانیان در دی ۱۴۰۱
و همچنین در زمان پخش خود به یکی از پربیننده‌ترین سریال‌های شبکه خانگی تبدیل شد.
این سریال یکی از پربحث‌ترین و پربازخوردترین سریال‌های شبکه نمایش خانگی در فضای مجازی بود به گونه‌ای که در اسفند ۱۴۰۱ برای دو روز هشتگ پوست شیر ترند اول توئیتر فارسی قرار گرفت.

### منتقدان
نظر منتقدان و مخاطبان به پوست شیر عموماً مثبت بود. به گزارش خبرگزاری اعتمادآنلاین، از نظر منتقدان و مخاطبان، پوست شیر در مقایسه با سایر سریال‌ها فیلم‌نامهٔ قابل دفاعی ارائه کرده است و نیز عملکرد بازیگران نقش اصلی مثبت بوده است.
امیر عبداللهی در وبگاه شهرآرا نقش‌آفرینی بازیگران، کارگردانی، فیلم‌برداری، داستان و موسیقی پوست شیر را تحسین کرد. نظر جواد موسوی از همشهری در رابطه با فیلمبرداری و زاویه دید دوربین و نیز نقش‌آفرینی بازیگران مثبت بود. سوسن سیرجانی از وبگاه دیجی‌کالامگ در کنار نقاط قوت، از ریتم کند سریال، فلش بک‌های متعدد، بازی بد پردیس احمدیه و مهرداد صدیقیان انتقاد کرد. وجیهه امیرخانی از همشهری‌آنلاین شباهت‌هایی میان این مجموعه با کارآگاه حقیقی یافت. از سوی دیگر پوست شیر به دلیل التهاب آفرینی‌های بی‌دلیل، کش دار بودن برخی قسمت‌ها، بی‌خردی پلیس‌های داستان، سهل انگاری و برخی گاف‌های فیلمنامه مورد نقد قرار گرفت. رضا توسلی در مووی مگ، این سریال را در مقایسه با دیگر سریال‌های جنایی ایرانی همچون خون‌سرد باورپذیرتر عنوان کرد و موسیقی آن را تحسین کرد، در مقابل استفاده نادرست از دوربین روی دست، پر کردن بیش از حد وقت سریال با گریه و ناله شخصیت‌ها را مورد نقد قرار داد. ایرنا شخصیت پردازی گنگ برخی شخصیت‌ها، روند کند داستان و تلخی بیش از حد قصه را مورد نقد قرار داد، اما سریال را ارزشمند و قابل دیدن عنوان کرد.
فصل سوم این مجموعه با نظرات ضد و نقیضی همراه بود. حمیدرضا کاظمی‌پور منتقد سینما عنوان کرد: «به رغم اغراق، غلو و بهره‌گیری از موضوعات کلیشه‌ای، پوست شیر سریالی است که توانسته با فضاسازی خوب و برخورداری از مولفه‌های پلیسی و جنایی خودش را سرپا نگه دارد.» او همچنین اغراق و غلو در برخی فضاهای فیلمنامه و کلیشه‌های دوست داشتنی فیلمفارسی در سریال را مورد نقد قرار داد.

### جوایز و افتخارات
| جایزه                    | رده                             | نامزد                    | نتیجه    | منبع          |
| ------------------------ | ------------------------------- | ------------------------ | -------- | ------------- |
| بیست‌ودومین دوره جشن حافظ | بهترین بازیگر زن درام           | پردیس احمدیه             | نامزدشده | [ ۳۴ ] [ ۳۵ ] |
| بیست‌ودومین دوره جشن حافظ | بهترین بازیگر زن درام           | پانته‌آ بهرام             | نامزدشده | [ ۳۴ ] [ ۳۵ ] |
| بیست‌ودومین دوره جشن حافظ | بهترین بازیگر زن درام           | ژیلا شاهی                | نامزدشده | [ ۳۴ ] [ ۳۵ ] |
| بیست‌ودومین دوره جشن حافظ | بهترین بازیگر مرد درام          | هادی حجازی‌فر             | نامزدشده | [ ۳۴ ] [ ۳۵ ] |
| بیست‌ودومین دوره جشن حافظ | بهترین بازیگر مرد درام          | شهاب حسینی               | نامزدشده | [ ۳۴ ] [ ۳۵ ] |
| بیست‌ودومین دوره جشن حافظ | بهترین بازیگر مرد درام          | مجتبی پیرزاده            | نامزدشده | [ ۳۴ ] [ ۳۵ ] |
| بیست‌ودومین دوره جشن حافظ | علیرضا کمالی                    | برنده                    |          | [ ۳۴ ] [ ۳۵ ] |
| بیست‌ودومین دوره جشن حافظ | بهترین فیلمنامه سریال تلویزیونی | جمشید محمودی رضا بهاروند | برنده    | [ ۳۴ ] [ ۳۵ ] |
| بیست‌ودومین دوره جشن حافظ | بهترین کارگردانی تلویزیونی      | جمشید محمودی             | برنده    | [ ۳۴ ] [ ۳۵ ] |
| بهترین مجموعه تلویزیونی  | نوید محمودی                     | برنده                    |          |               |

## آینده
در تیر ۱۴۰۲، جمشید محمودی کارگردان سریال در صفحه فضای مجازی خود اعلام کرد که ساخت اسپین‌آف پوست شیر در دستور کار قرار گرفته است. در دی ۱۴۰۲، علی سرتیپی در پاسخ به ساخت اسپین‌آف این مجموعه گفت: «امیدواریم که بتوانیم از اردیبهشت فیلمبرداری آن را شروع کنیم.»

## دعوای حقوقی
مهدی نادری فیلم‌نامه‌نویس و کارگردان با مطرح کردن شکایتی متن فیلم‌نامه این مجموعه را متعلق به خود دانسته که به نام «دندان گرگ» سال‌ها پیش ثبت قانونی شده است.